# TV Globinho
TV Globinho foi um programa de televisão infantil brasileiro produzido e exibido pela TV Globo. O programa foi exibido nas manhãs da emissora entre 3 de julho de 2000 e 1 de agosto de 2015. Foi o programa infantil há mais tempo em transmissão na Globo. Tinha como foco a exibição de desenhos animados. Era exibido inicialmente como um quadro dentro do programa Bambuluá com Angélica de segunda a sexta-feira logo após o fim do programa, e com altos índices de audiência virou um programa independente e começou a ser exibido de segunda a sábado às 9h30 da manhã, depois exibido apenas aos sábados a partir de 23 de junho de 2012, para dar lugar ao programa Encontro com Fátima Bernardes. Em 2015, o programa saiu definitivamente do ar, para dar lugar ao programa É de Casa.
É o programa infantil mais lembrado da TV brasileira, mantendo sua repercussão mesmo depois de anos do seu fim com fãs até hoje pedindo seu retorno. Muitos apresentadores famosos passaram pelo programa como: Marina Ruy Barbosa, Letícia Colin, Angélica, Geovanna Tominaga, Fernanda Pontes, Flávia Rubim, Mariah Rocha, Letícia Navas, Eric Surita e Paulo Mathias Jr. A TV Globinho foi a responsável por trazer ao Brasil alguns dos desenhos animados e séries de sucesso tais como: Totally Spies!, Bob Esponja, Dragon Ball Z, Digimon, Bakugan, Pokémon, As Aventuras de Jackie Chan, Yu-Gi-Oh!, Beyblade, Homem-Aranha, Power Rangers, além de desenhos clássicos como Mickey e Donald, Caverna do Dragão e Os Simpsons.
Quase 10 anos após a extinção, no começo do especial Show 60 Anos a emissora respondeu aos fãs com o famoso "Volta TV Globinho" uns dos assunto mais comentados da internet no inicio do programa fazendo piada e Fátima Bernardes por sua vez nega que não tem nada a ver com isso, esse foi um dos assuntos que mais virarizou na internet.

## História

### 2000–01:Bambuluá

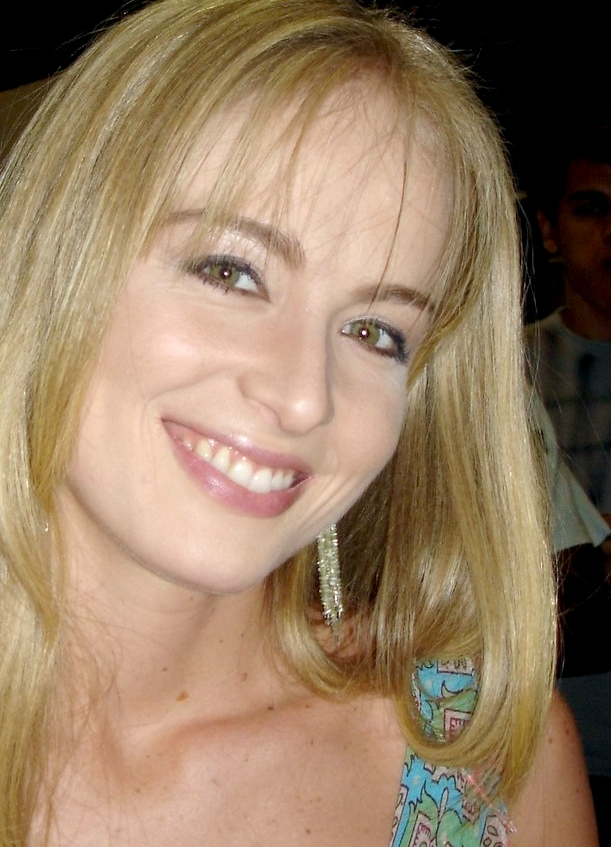
Angélica foi responsável pela estreia da TV Globinho dentro de Bambuluá.

A origem da TV Globinho está ligada à transição da programação infantil da Globo, entre o fim do infantil Angel Mix de Angélica e a estreia de Bambuluá, em 9 de outubro de 2000. O programa Angel Mix era, até então, o responsável pela exibição diária dos desenhos animados na programação da TV Globo e saiu do ar em 30 de junho de 2000, sendo substituído por uma atração provisória chamada Férias Animadas, que estreou na semana seguinte em 3 de julho. No novo programa, Angélica aparecia fazendo viagens além de trazer um pacote de novos desenhos, entre eles o sucesso Digimon.
Entretanto, no final do mês, o formato do Férias Animadas mudou, com o fim das viagens, o programa começou a mostrar a apresentadora ao lado de vários repórteres-mirins que mostravam a construção da cidade cenográfica de Bambuluá que seria o cenário principal do novo programa, e traziam algumas curiosidades. A equipe já se apresentava como repórteres da TV Globinho, dando início à história do infantil. Em 9 de outubro de 2000, com a estreia de Bambuluá, novo programa infantil liderado por Angélica, TV Globinho passou a ser a emissora da cidade fictícia, sendo parte da nova atração. Mantendo a mesma equipe de apresentadores, a estação de TV continuava a ser responsável pelas chamadas dos desenhos animados. Nesse momento, a redação final do programa era de Cláudia Souto, Julio Iglesias, Cláudio Lobato, Mariana Mesquita, Chico Soares, Toni Brandão e Mariana Caltabiano. A direção ficava a cargo de Marcelo Zambelli, Pedro Vasconcelos e Márcio Trigo, que também assumia a direção geral da atração. A turma de apresentadores da TV Globinho era formada por Élida Muniz (Xereta), Guilherme Vieira (Prego), Vívian Weyll (Jujuba), Charles Emmanuel (Escova) e Edmundo Albrecht (Matraca). A TV Globinho exibia também vários quadros com histórias diferentes, como Irmãos em Ação, Iscavoka-Iscavoka, Garrafinha, Turma da Mônica na TV, Jornal Globinho e As Aventuras de Zeca e Juca, entre outros. Angélica também participava da programação, em quadros como Caverna Moderna, SuperStar, Agenda da Angélica e Conexão Bambuluá. O programa continuou no ar com esse formato até o final de Bambuluá com Angélica, em 31 de dezembro de 2001.

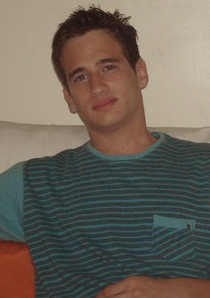
Guilherme Vieira (Prego), foi um dos primeiros apresentadores do programa.

A partir de 1 de janeiro de 2002, TV Globinho tornou-se um programa independente. Mantiveram-se o mesma equipe de apresentadores e a mesma equipe de direção. Exibido de segunda a sexta-feira, às 9h25, o infantil alternava material inédito com reprises. Em 28 de outubro do mesmo ano, no entanto, a TV Globinho passou por uma reformulação e a saída de seus apresentadores. A redação foi assumida por Thiago Arruda e a direção por Flávio Rocha. O foco do programa continuava a ser a exibição de desenhos animados, transmitidos a partir das 10h30.

### 2002–2005: Independência
A partir do dia 28 de outubro de 2002, a equipe de apresentadores sofreu alterações e a atração passou a contar com cinco atrizes em seu comando, uma para cada dia da semana: Graziella Schmitt (Segunda-Feira), Geovanna Tominaga (Terça-Feira), Élida Muniz (remanescente do programa anterior) ás quartas-feiras, Sthefany Brito ás Quintas e Fernanda de Freitas ás sextas – elas se revezavam durante os dias da semana, mas cada uma tinha seu dia fixo para apresentar, a ideia era ter uma apresentadora de cada biotipo diferente, uma loira, outra morena, uma negra, uma japonesa e assim por diante, já que os outros programas infantis possuíam apenas apresentadoras loiras. Nessa fase, alguns dos desenhos que passavam eram Os Anjinhos, Bob Esponja, Luluzinha, Homem Aranha, Três Espiãs Demais e Dragon Ball. Em novembro de 2002 estreia o desenho As Aventuras de Jackie Chan.
Em 18 de janeiro de 2003, a TV Globinho passou a ser exibido também aos sábados, às 7h, substituindo o Festival de Desenhos, programa que vinha sendo apresentado pela atriz Deborah Secco desde o fim abrupto do Xuxa Park em 2001. Graziella Schmitt, ficou responsável pela apresentação aos sábados. Ana Carolina Dias entrou pro elenco do programa e ela também já havia estado no elenco de Bambuluá.
Em maio de 2003, Fernanda de Freitas deixa o programa para atuar em Kubanacan, e então foi substituída pela atriz Maytê Piragibe. Em 2003, a equipe de apresentadoras do programa era formado por Letícia Colin, ás segundas-feiras que havia entrado para substituir Sthefany Britto, que também havia deixado o programa para entrar pro elenco da novela "Agora é Que São Elas". Desde então, o programa passou a contar com Letícia Colin (ás segundas), Élida Muniz (ás terças), Geovanna Tominaga (quartas), Maytê Piragibe (quintas), Carol Dias (sextas) e Graziella Schmitt (sábados). 
Em outubro, a TV Globinho renovou seus desenhos animados e o público pôde contar com novidades, como o desenho animado Sorriso Metálico com dublagem da atriz Mariana Ximenes, além de UBOS, Shaman King, Lá Vem o Andy, Heróis em Resgate, Jimmy Neutron, A Múmia, Padrinhos Mágicos, Beyblade e Galidor. Outros desenhos que passavam no programa nessa época eram: Yu-Gi-Oh!, Rabiscos Ariscos, Hamtaro, Bob Esponja e As Aventuras de Jackie Chan.
Em 2004, mais uma mudança na equipe de apresentadores da TV Globinho. No dia 7 de fevereiro de 2004, Graziela Schmitt deixa o programa para atuar em Malhação, e em seu lugar, volta Sthefany Britto. Na mesma época o programa estreou um novo cenário com a logomarca do programa no piso e uma parede multicolorida com os personagens dos desenhos estampados, as apresentadoras que antes apareciam apenas da metade para cima agora podiam ser vistas por inteiro, nessa época elas mudaram os dias da semana ficando Maytê Piragibe na segunda-feira, Élida Muniz nas terças, Carol Dias nas quartas, Geovanna Tominaga nas quintas, nas sextas a apresentação era de Letícia Colin e aos sábados era a vez de Stéfany Britto. No dia 13 de setembro de 2004 Maytê Piragibe também deixou a atração para atuar na novela "Como Uma Onda". Na segunda-feira seguinte, dia 20 de setembro de 2004, o dia da semana passa a ser ocupado pela atriz Thiara Palmieri. Mais tarde, Sthefany também se despede do programa para atuar em "Começar de Novo", e em seu lugar, entra a ex-paquita Thalita Ribeiro. O elenco, então, passou a contar com Thiara Palmieri (segunda-feira), Thalita Ribeiro (terças), Carol Dias (quartas), Cecília Dassi (quintas), que entrou para substituir Élida Muniz, Letícia Colin (sextas), e aos sábados, a apresentação era de Geovanna Tominaga.

### 2005–2009: Geovanna Tominaga, a exibição da TV Globinho da TV Globo Portugal em 2007.

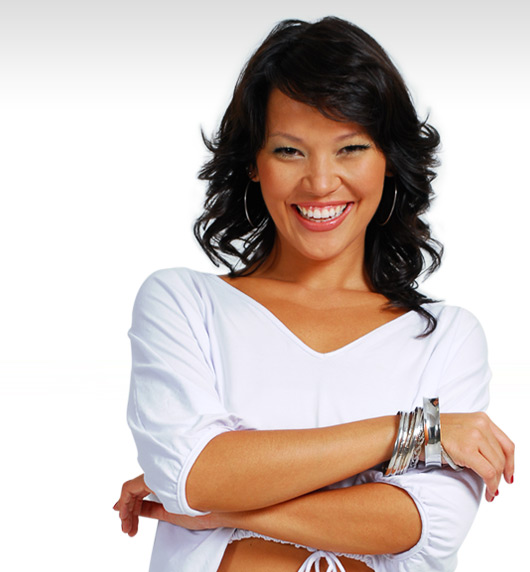
Geovanna Tominaga foi a apresentadora que mais passou tempo no programa, ficando de 2002 a 2009

No dia 3 de janeiro de 2005, estreia Astro Boy, Inu-Yasha e Pokemon, e a volta de Rocket Power, X-Men e Dragon Ball GT, no sábado dia 12 de fevereiro de 2005 volta os desenhos Digimon 1, Tico e Teco e os Defensores da Lei, Os Anjinhos, e Hamtaro. A partir de 2 de abril de 2005, todas as apresentadoras saem e o programa é apresentado somente por Geovanna Tominaga, pois na segunda-feira seguinte, estrearia o TV Xuxa, na época, um programa infantil apresentado por Xuxa Meneghel, e o programa passou a ser apresentado apenas aos sábados, mas sofre cortes devido à programação esportiva da Globo. Neste período, houve a estreia de Catscratch, Os Padrinhos Mágicos, Danny Phantom e Ubos: o livro da magia . Em setembro de 2006, começou a receber destaque na programação novamente pelos animes e desenhos da Disney exibidos, como: Buzz Lightyear, Hércules, Lilo e Stitch e Timão e Pumba. Em outubro de 2007 a TV Globinho começou a Exibir em Portugal, na antiga TV Globo Portugal (atual Globo Now) foi exibido até 2015, quando o programa acabou após 15 anos.
No dia 1 de janeiro de 2008, o programa volta a ser diário, após o fim do TV Xuxa infantil. Ainda sob o comando de Geovanna, a TV Globinho aumenta o seu tempo de duração de segunda a sexta das 09:30 ao meio-dia e aos sábados das 08:30 às 10:30. Entre as novidades deste ano estão os desenhos Sigma 6, Quarteto Fantástico, com a história dos super-heróis da Marvel; os desenhos da Disney, e os Animes Jake Long - O Dragão Ocidental e As Aventuras de Brandy e Sr. Bigodes, no dia 31 de março de 2008, a TV Globo começou a exibir o desenho animado Avatar: A Lenda de Aang, após seu enorme sucesso no TV Xuxa, e que mistura magia e artes marciais, também teve novas histórias do Bob Esponja. No dia 31 de março de 2008, a TV Globinho ganha um novo cenário, mas a vinheta de abertura continua a mesma.
No mês de Abril estrearam os novos episódios de Bob Esponja e Três Espiãs Demais, aconteceu também a estreia de desenhos inéditos como: Yin Yang Yo!, Power Rangers: S.P.D. Os Simpsons que até então era exibido apenas aos sábados.
Outros desenhos que passaram nessa fase foi Transformers e As Aventuras de Mickey & Donald.
Em Julho Estreia a programação de Férias da TV Globinho com Luluzinha, W.I.T.C.H. e a volta de Dragon Ball Z, no mesmo ano foram exibidos os desenhos Família-X, Catdog e Os Substitutos próximo ao fim do ano, porém passaram por pouco tempo no programa.
Aos Sábados a programação da TV Globinho era diferente e contava com a série Hannah Montana e desenhos que normalmente não passavam no meio da semana como: 101 Dálmatas, A Lenda de Tarzan, Kim Possible, A Pequena Sereia e Inspetor Bugiganga, além de desenhos de longa metragem um em cada semana como: Xuxinha e Guto contra os Monstros do Espaço, Wallace & Gromit: a Batalha dos Vegetais, Stuart Little 3 e Robin Hood da Disney foram exibidos no começo de 2009 ainda com apresentação de Geovanna Tominaga.
No dia 24 de dezembro de 2008, Geovanna apresentou a TV Globinho Especial de Natal, que foi ao ar à noite às 23:00 horas. Geovanna Tominaga apresentou os desenhos Aconteceu de Novo no Natal do Mickey, Os Simpsons de Natal e Os Pinguins de Madagascar em Missão de Natal.
No começo de 2009 também teve a estréia de George, o Rei da Floresta e O Espetacular Homem-Aranha, além da volta de Yu-Gi-Oh! GX.
No dia 6 de fevereiro de 2009, Geovanna comemorou 1.440 edições à frente da TV Globinho. Já em 28 de fevereiro de 2009, chega a despedida de Geovanna Tominaga da TV Globinho, tornando-se a apresentadora mais duradoura da história do programa.

### 2009–2010: Apresentação em duplas
Em 2 de março de 2009, TV Globinho passou a contar com Mariah Rocha no comandando a atração porém durante o tempo em que estava no ar Mariah descobre que está grávida de seu primeiro filho, ela prosseguiu com as gravações mesmo durante a gravidez, ausentando-se de licença-maternidade logo em seguida, após sua ausência, de início A ideia era ter sempre personalidades diferentes à frente do programa, cobrindo esse período foram convocados nomes, como Marco Antônio Gimenez, Gustavo Leão, Ícaro Silva, Ivo Filho, Milena Toscano, Marina Ruy Barbosa, e Rafael Almeida, permanecendo no programa até 11 de Abril de 2009. 
Em 13 de abril de 2009, a abertura do programa muda após sete anos sem alteração. O cenário da TV Globinho também mudou. Como as crianças são capazes de se imaginar em lugares fantásticos, os apresentadores também passam por esta experiência, em um cenário que os leva para dentro do universo mágico dos desenhos. O ambiente do palco foi combinado com as texturas das animações, servindo de apoio ação dos apresentadores com os desenhos. O programa ganhou ainda uma nova logomarca, feita em 3D os apresentadores nessa fase eram: Fabrício Santiago, Marco Antônio Gimenez, Flávia Rubim, Bernardo Mendes, Bruno Pereira além de Élida Muniz que retorna ao programa nesse ano. No dia 29 de junho de 2009, a programação das férias da metade do ano estreia na TV Globinho, tendo como sua principal atração, o esperado seriado Kamen Rider: O Cavaleiro Dragão. Em 14 de setembro de 2009, o programa ganhou um nova equipe de apresentadores. Além dos desenhos e séries, Eline Porto, Élida Muniz, Tatyane Goulart, Fernanda Pontes, Flávia Rubim, Guilherme Bernard, Gustavo Pereira e Pedro Buarque posteriormente após a saída de alguns apresentadores, em setembro entram Daniel Uemura, Lyinn Court e Lua Blanco passaram a fazer parte da turma. Em novembro o time de apresentadores muda mais uma vez passando á contar com: Giovanna Ewbank, Lorena Comparato, Rafael Ciane, Eduardo Kaká que se juntaram aos que já faziam parte do programa anteriormente como Flávia Rubim, Fernanda Pontes e Paulo Mathias Jr  Entre janeiro de 2010 á Março do mesmo ano o time de novos apresentadores era formado por: Mussunzinho, Giovanna Ewbank, Miguel Rômulo e Jéssika Alves que se juntaram á Flávia Rubim, Paulo Mathias Jr. e Fernanda Pontes.
Em 24 de dezembro de 2009, foi exibido às 23h, a TV Globinho Especial, que foi um especial de natal, depois do Natal de Luz da Xuxa, com os especiais Shrek Especial de Natal, com aproximadamente 30 minutos de duração, e Feliz Natal Madagascar, com aproximadamente 25 minutos. O especial natalino teve aproximadamente 55 minutos de duração, e não foi apresentado por nenhum dos atuais apresentadores, mas sim, pelos próprios personagens das atrações exibidas.
Nessa fase o programa misturava desenhos antigos como: Mickey e Donald, Ducktales, Caverna do Dragão, Dragon Ball Z, Yu Gi Oh, Bob Esponja e Três Espiãs Demais com desenhos novos como: Team Galaxy, O Espetacular Homem-Aranha, Star Wars: The Clone Wars, Phineas e Ferb além da estreia das séries de Zack e Cody.

### 2010–2012: Apresentadores Fixos
Entre 2009 e 2010, o programa foi comandado por Yana Sardenberg. Voltando assim á ter foco nas animações da Disney e Nickelondeon como: Aladdin, A Lenda de Tarzan, Buzz Lightyear do Comando Estelar, O Point do Mickey, As Aventuras de Jimmy Neutron, o Menino Gênio, Timão e Pumba, 101 Dálmatas, A Pequena Sereia, O Ursinho Pooh, entre outros, havia ainda a leitura de cartas no programa. 
Em 2010, Paulo Mathias Jr., o Paulinho e Flávia Rubim, a Flavinha, foram fixados de vez como apresentadores do programa, que ganhou um novo cenário representando um quarto cheio de brinquedos, e que a cada programa os personagens, Paulinho e Flavinha encenavam uma história. Em 24 de janeiro de 2011, Flávia Rubim deixou a apresentação do programa para integrar o elenco de Cordel Encantado, sendo sucedida por Mariah Rocha a partir do dia 26 de janeiro de 2011, que passou a apresentar o programa ao lado de Paulo Mathias Jr. A direção do programa era de Roberto Naar (geral) e Boninho.
Em 16 de julho de 2011, com o horário durante a semana bastante reduzido por conta da estreia do Bem Estar, Mariah Rocha e Paulo Mathias Jr. deixaram o programa e foram substituídos por Emílio Eric Surita, apresentador do programa iPan da Jovem Pan e filho do apresentador Emílio Surita, e Letícia Navas, cantora caloura do Programa Raul Gil. O novo formato apresentou temas diários que une diversão e informação que estimulem a curiosidade do público infantil. O roteiro era de Daniela Jones e direção geral do programa foi de Eduardo Xocante.
Nessa fase o programa tem foco em seriados como: iCarly, Jonas Brothers e Os Feiticeiros de Waverly Place, e desenhos como: Gormiti, Os Pinguins de Madagascar, Bob Esponja, Phineas e Ferb, Os Simpsons, Homem-Aranha, Dragon Ball Z e Três Espiãs Demais.

### 2012–15: Mudança para o sábado, fim dos apresentadores e extinção
Em 22 de junho de 2012, o programa deixa sua grade diária para dar lugar o programa Encontro com Fátima Bernardes, sendo exibido apenas aos sábados. A partir de abril de 2013, o programa estreou novos desenhos, como Esquadrão de Heróis, Ultimate Homem Aranha e Os Vingadores, tendo um crescimento na audiência. 
No início de 2014 estreia Como Treinar o Seu Dragão: A Série e Minha Babá é uma Vampira. De 16 de maio a 1 de agosto de 2015, a TV Globinho passou a ser uma sessão de filmes, exibindo alguns sucessos como: Diary of a Wimpy Kid, Men in Black: The Series, entre outros, depois foi descontinuado, sendo o último programa infantil a ser exibido na emissora, porém os filmes infantis ainda continuam a serem exibidos nas tradicionais sessões vespertinas da emissora, e em ocasiões especiais. A extinção também se resultou, devido a forte migração do público infantil para a TV por assinatura e internet, o que resultou na criação do canal infantil Gloob e do canal pré-escolar Gloobinho. O filme Alvin e os Esquilos 3 foi a última atração a ser exibida na TV Globinho, e rendeu a maior audiência do programa em 2015, registrando 11 pontos de média. No sábado seguinte estreou o programa É de Casa.

### Exibição na Globo Internacional
O programa foi transmitido na Globo Internacional de 2016 até 2018, nessa época a TV Globinho exibia desenhos brasileiros como Turma da Mônica, Vida de Galinha e SOS Fada Manu além dos programas do canal infantil Gloob, como Buuu, Detetives do Prédio Azul, Gaby Estrella, Tem Criança na Cozinha, Sítio do Pica Pau Amarelo e Cocoricó, era transmitido sempre aos sábados e domingos pela manhã.

## Apresentadores

### 2000–2002: Primeira Fase[37]
| Período                 | Apresentador     |  |
| 2000 - 2001             | Angélica         |  |
| 2000 - 2002             | Guilherme Vieira |  |
| 2000 - 2002             | Vívian Weyll     |  |
| 2000 - 2002             | Charles Emmanuel |  |
| 2000 - 2002             | Edmundo Albrecht |  |
| 2000 a 2004 2009 a 2010 | Élida Muniz      |  |

### 2002–2009: Segunda Fase[38]
| Período                                                               | Apresentador        |  |
| De 29 de outubro de 2002 a 28 de fevereiro de 2009                    | Geovanna Tominaga   |  |
| De 28 de outubro de 2002 a Fevereiro de 2004                          | Graziella Schmitt   |  |
| De 31 de outubro de 2002 á Abril de 2003 // Fevereiro a julho de 2004 | Sthefany Brito      |  |
| De 1 de Novembro de 2002 a Abril de 2003                              | Fernanda de Freitas |  |
| De Abril de 2003 a 30 Março de 2005                                   | Ana Carolina Dias   |  |
| De 24 Março de 2003 a 1 de Abril de 2005                              | Letícia Colin       |  |
| De 03 Abril de 2003 a 13 de Setembro de 2004                          | Maytê Piragibe      |  |
| De Julho de 2004 a 31 Março de 2005                                   | Cecília Dassi       |  |
| De 20 de setembro de 2004 a 28 Março de 2005                          | Thiara Palmieri     |  |
| De Outubro de 2004 a 29 Março de 2005                                 | Thalita Ribeiro     |  |

### 2009: Terceira Fase[39]
| Período                             | Apresentador          |  |
| 2009                                | Gustavo Leão          |  |
| 2009                                | Marco Antônio Gimenez |  |
| 2009                                | Rafael Almeida        |  |
| 2009                                | Ícaro Silva           |  |
| 2009                                | Milena Toscano        |  |
| 2009                                | Marina Ruy Barbosa    |  |
| 2009                                | Ivo Filho             |  |
| 02 de Março de 2009 á Junho de 2011 | Mariah Rocha          |  |

### 2009: Quarta Fase[40]
| Período   | Apresentador      |  |
| 2009-2010 | Yana Sardenberg   |  |
| 2010      | Jéssika Alves     |  |
| 2009      | Lua Blanco        |  |
| 2009-2010 | Giovanna Ewbank   |  |
| 2009-2010 | Fernanda Pontes   |  |
| 2010      | Mussunzinho       |  |
| 2010      | Miguel Rômulo     |  |
| 2009      | Bernardo Mendes   |  |
| 2009      | Eline Porto       |  |
| 2009      | Tatyane Goulart   |  |
| 2009      | Lynn Court        |  |
| 2009      | Bruno Pereira     |  |
| 2009      | Rafael Ciane      |  |
| 2009      | Pedro Buarque     |  |
| 2009      | Eduardo Kaká      |  |
| 2009      | Fabrício Santiago |  |
| 2009      | Daniel Uemura     |  |
| 2009      | Lorena Comparato  |  |
| 2009      | Gustavo Pereira   |  |

### 2010–2011: Quinta Fase
| Período                                        | Apresentador      |  |
| De 13 de Abril de 2009 a 24 de Janeiro de 2011 | Flávia Rubim      |  |
| 2009 a 2011                                    | Paulo Mathias Jr. |  |

### 2011–2012: Sexta Fase
| Período                                      | Apresentador  |  |
| De 16 de Julho de 2011 a 22 de Junho de 2012 | Letícia Navas |  |
| De 16 de Julho de 2011 a 22 de Junho de 2012 | Eric Surita   |  |

## Audiência
Entre 2000 e 2001, na fase de Angélica, o programa registrava em torno de apenas 9 pontos de média e ficava atrás do Bom Dia & Cia, do SBT, apresentado por Jackeline Petkovic. No entanto, ainda mantinha a vice liderança à frente do Eliana e Alegria da Record. No ano de 2002 quando estrearam as novas apresentadoras o programa viveu seu melhor momento em audiência com índices chegando á oscilar entre 15 e 17 pontos de média Em 2003, a TV Globinho registrava uma média de 10 pontos de ibope e mantinha a liderança no horário. No ano de 2004, a TV Globinho era o programa infantil de TV aberta mais assistido, atingindo cerca de 16 pontos de média. Quando o programa foi transferido para os sábados em 2005, com apresentação de Geovanna Tominaga, a audiência continuou na casa dos 10 pontos e tinha 41% de share e 6,2 milhões telespectadores, quase 2 milhões a mais que o principal concorrente no horário, nas regionais, o programa também tinha um bom desempenho e tinha mais telespectadores que os dois principais concorrentes somados, mais tarde ainda sob apresentação de Tominaga, quando o programa voltou a ser diário, registrava um ibope médio de 7 a 10 pontos de média e mais uma vez garantindo a liderança no horário. Mais tarde, sem a apresentação de Geovanna entre 2009 e 2010 o programa registrava 8 pontos de média, mostrando uma decaída mas ainda mantendo a liderança contra 6 do Bom Dia & Cia e 4 da Record e Band. Em 2011 sob o comando de Letícia Navas e Emílio Eric Surita a TV Globinho atingia 12 pontos de média. Em 2012, o programa teve uma grande decaída na audiência oscilando de 5 a 7 pontos de ibope após a saída de Letícia Navas e Emílio Eric do programa, ainda que os desenhos e séries ainda fossem os mesmos, o programa chegou a perder até mesmo para o Hoje em Dia, da RecordTV, com um índice de apenas 5 pontos, provando que os apresentadores também faziam a diferença na atração. E quando passou a ser exibido semanalmente aos Sábados, o ibope melhorou consideravelmente chegando até 12 pontos de média.